# 長崎県立大崎高等学校
長崎県立大崎高等学校（ながさきけんりつ おおさきこうとうがっこう,英: Nagasaki Prefectural Osaki High School）は、長崎県西海市大島町にある県立高等学校。通称は「大崎高」（おおさきこう）。2013年（平成25年）4月には同敷地内に西海市立大崎中学校を新設し、連携型の中高一貫教育を開始した。
生徒の出身中学校は大崎中学校、西海中学校、長崎市立池島中学校が主であるが、2018年にかつて清峰高校や佐世保実業高校を指導していた市教育委員会職員の清水央彦が野球部監督に就任して以降は佐世保市内を中心に県内全域から部員が集まり、その大半が寮生活を送っている。

## 概要
校名の由来
「大島」の頭文字の「大」と「崎戸」の頭文字の「崎」をあわせて大崎高等学校と名づけられた。
設置課程・コース
全日制課程 普通科 - 2年次から進学コースと就職コースに分かれる。
- 進学コース - 少人数授業を多く取り入れ、日々の補習授業のほかに、3 年生の夏には学習合宿を行い、大学・短大・高看・各種専門学校等への進学を目標とする。
- 就職コース - 普通科目に加えて商業科目（簿記・情報処理）も学習し、就職に必要な各種検定取得を目指す。3 年生の夏休みには就職指導が行われ、公務員試験合格や一般企業への就職内定を目標とする。

校訓
「気魄、克己、英知」
- 「気魄」（きはく）- どんな障害もものともしない積極的な精神
- 「克己」（こっき）- 自分の怠け心や欲心、邪念に打ち勝つこと
- 「英知」（えいち）- 物事の本質を見通す、深くすぐれた知性

スローガン
「個性を活かし、たくましい人間力を育む、大崎高」
校章
1952年（昭和27年）2月設立許可と同時に、大島町、崎戸町で公募し、翌月3月に決定された。「高」の字を、大島の「大」と崎戸の「崎」で（縦に）抱き、波をイメージした文様とペン先を組み合わせている。自然の厳しさの中で、強い意志を持ち、勉学に励んでほしいという願いがこめられている。
校歌
1952年（昭和27年）9月に制定。作詞は吉田幸平（長崎県立佐世保商業高等学校教頭）、作曲は山口健作（長崎大学学芸学部（現教育学部）助教授）による。歌詞は3番まである。当初1番の3・4行目が「幾千ひろの地の底に太古の夢は息吹きして」であったが、1970年（昭和45年）の炭坑の閉山により実情に合わなくなったため、1972年（昭和47年）10月に「緑かがよう白砂に進取の波は渦なして」と改訂され、現在に至る。

## 沿革
前史（長崎県立佐世保工業高等学校崎戸分校）
- 1949年（昭和24年）5月7日 - 「長崎県立佐世保商工高等学校[7]崎戸分校」が開校。（商業科・採鉱科）
- 1951年（昭和26年）4月1日 - 「長崎県立佐世保工業高等学校崎戸分校」と改称。

前史（長崎県立西彼杵高等学校大島分校）
- 1950年（昭和25年）6月16日 - 「長崎県立西彼杵高等学校大島分校」（定時制）を開校。（大島町の大島鉱業所修道館青年学校内）

統合後
- 1952年（昭和27年）
  - 2月7日 - 長崎県立大崎高等学校の設置が認可。
  - 4月1日 - 佐世保工業高等学校崎戸分校と西彼杵高等学校大島分校の統合により、「長崎県立大崎高等学校」（現校名）が開校。
    - 初代校長 - 清田金三郎
    - 課程・学科 - 全日制課程 （普通科3学級、採鉱科1学級）、定時制課程（普通科2学級）
    - 校舎 -大島校舎・崎戸校舎 2校舎制
      - 大島校舎 - 全日制（普通科40名（1学級））、定時制（普通科80名（2学級））
      - 崎戸校舎 - 全日制（普通科80名（2学級）、採鉱科40名（1学級））

  - 6月20日 - 開校式を挙行。
  - 8月5日 - 大島町・崎戸町協議会において、鉄筋コンクリート3階建て校舎の建築が決定。（大島，崎戸両町協議会）
- 1954年（昭和29年）
  - 4月1日 - 採鉱科を廃止し、定員を1学年あたり普通科160（4学級）とする。
  - 10月27日 - 本館が完成。（敷地面積 - 3,110㎡）
  - 11月1日 - 大島、崎戸両校舎から移転。
  - 11月27日 - 本館落成式を挙行。
- 1955年（昭和30年）2月26日 - 全日制課程第1回卒業式（卒業生 - 普通科116名、採鉱科30名）
- 1956年（昭和31年）
  - 3月4日 - 定時制課程[8]第1回卒業式（卒業生 - 普通科61名）
  - 4月1日 - 全日制課程普通科を1学級増やし、全日制定員を1学年あたり200名（5学級）とする。
- 1957年（昭和32年）
  - 3月31日 - 定時制本校舎が移転し、定時制中心校となる。
  - 6月18日 - 3教室を増築。（木造平家建288㎡）
- 1959年（昭和34年）4月1日 - 1教室を増築。（木造平家94㎡） 定員を225名（5学級）とする。
- 1960年（昭和35年）9月24日 - 体育館・グラウンド（3,600㎡）が完成。
- 1961年（昭和36年）11月10日 - 自家水道施設が完成。
- 1962年（昭和37年）
  - 10月27日 - 創立10周年記念式典を挙行。
  - 12月20日 - 校舎敷地4,950㎡、運動場を拡張（5,610㎡）。
- 1963年（昭和38年）
  - 4月1日 - 全日制定員を1学年あたり300名（6学級）、定時制定員を1学年あたり50名（1学級）とする。
  - 8月6日 - 鉄筋2階建て4教室（211㎡）が完成。
- 1964年（昭和39年）
  - 3月15日 - 崎戸町から約2,600ｍ水道を敷設。
  - 3月30日 - プール（25m／7コース）、2号館（鉄筋2階建て8教室（406㎡）が完成。
  - 4月1日 - 全日制定員を1学年あたり400名（8学級）とする。
- 1965年（昭和40年）10月10日 - 弓道場が完成。
- 1966年（昭和41年）3月28日 - 3号館（鉄筋3階建て 図書館、3教室、特別教室等）が完成。
- 1967年（昭和42年）10月6日 - プール循環浄化装置が完成。
- 1968年（昭和43年）
  - 2月23日 - 艇庫増築完成。
  - 11月25日 - 格技場が完成（398㎡）
- 1969年（昭和44年）
  - 4月1日
    - 全日制の定員が1学年あたり282名（6学級）となる。
    - 定時制中心校普通科を廃止し、機械科40名（昼間定時制）を設置、松島高等鉱業学校[9]と連携教育を開始。
- 1971年（昭和46年）4月1日 - 全日制の定員が1学年あたり180名（4学級）となる。
- 1972年（昭和47年）10月28日 - 創立20周年記念式典を挙行。
- 1973年（昭和48年）4月1日 - 全日制の定員が1学年あたり225名（5学級）となる。
- 1976年（昭和51年）3月27日 - 部室2階建（75㎡），部室平家（37㎡）が完成。
- 1977年（昭和52年）12月8日 - 渡り廊下を全面改築。
- 1978年（昭和53年）
  - 3月31日 - テニスコート2面が完成。
  - 9月9日 - テニスコート附属建物が完成。
- 1979年（昭和54年）
  - 3月31日 - 理科3教室、女子更衣室が完成。グラウンドフェンス、バックネットを改修。
  - 4月5日 - 校訓（気魄、克己、英知）制定の額を掲示。
- 1981年（昭和56年）
  - 3月1日 - サーキット・トレーニング施設を設置。
  - 4月1日 - 全日制定員が1学年あたり180名（4学級）となる。
- 1982年（昭和57年）
  - 3月31日 - 施設開放附属建物が完成。
  - 10月23日 - 創立30周年記念式典を挙行。
  - 12月6日 - 部室（1階／48.33㎡）が完成。
- 1983年（昭和58年）
  - 3月15日 - 木造トイレを解体し、水洗トイレ（本館各階69.54㎡）が完成。
  - 11月1日 - 玄関建具の取付が完成。
  - 12月6日 - 合宿研修所（同窓会館120㎡）が完成。
- 1984年（昭和59年）
  - 1月23日 - 水洗トイレ（2号館92㎡）が完成。
  - 3月25日 - 体育館（1,281.60㎡）が完成。
  - 3月26日 - 電話自動交換の取付が完成。
  - 9月22日 - 格技場渡り廊下を改築。
- 1985年（昭和60年）1月22日 - 弓道場（102.97㎡）を改築。
- 1986年（昭和61年）
  - 2月21日 - 横断歩道橋が完成。
  - 3月6日 - 長崎県環境部により、スクールツリー（クスの木）が植樹。
- 1987年（昭和62年）
  - 3月20日 - テニスコートを改修。
  - 3月24日 - 屋外トイレを新築。
  - 8月28日 - 国旗掲揚台が完成。
- 1990年（平成2年）
  - 3月20日 - 本館・2号館・3号館内部を改修、生徒昇降口と下足室が完成。
  - 4月1日 - 定時制の募集を停止。
  - 9月18日 - 体育館（902㎡）を解体。
- 1991年（平成3年）
  - 3月20日 - 屋外球技場が完成。
  - 11月12日 - 屋外トイレ（23.48㎡）を新築。
- 1992年（平成4年）
  - 2月17日 - 定時制閉校記念碑が完成。
  - 3月7日 - 定時制閉校記念式典を挙行。
  - 3月31日 - 運動場改修工事が完成。 定時制機械科を閉校。
  - 4月1日 -  全日制の定員が1学年あたり129名（3学級）となる。
  - 11月7日 -  創立40周年記念式典を挙行。
  - 11月15日 - 校舎大規模改修Ⅰ期工事が完成。（本館～2号館間廊下、本館屋上防水シート、3号館窓枠を改修）
- 1994年（平成6年）7月28日 - 更衣室（24.84㎡）を解体。
- 1995年（平成7年）
  - 2月9日 - 校舎大規模改修工事Ⅱ期工事完成（2号館内部改修、サッシ替）
  - 4月1日 -  定員が1学年あたり82名（2学級）となる。
- 1996年（平成8年）
  - 3月25日 - 校舎大規模改修工事Ⅲ期工事が完成（本館内部改修、サッシ替、2号館図書室新設、格技場床張替）
  - 4月1日 - 定員が1学年あたり80名（2学級）となる。
  - 12月24日 - プールを解体。
- 1997年（平成9年）
  - 2月21日 - 校舎大規模改修工事Ⅳ期工事が完成（3号館内部改修、屋外トイレ等水洗化、2号館屋根防水張替、格技場前渡り廊下改築）
  - 3月24日 - 本館前ブロック塀改修が完成。
  - 3月25日 - 受変電設備（キュービクル）が完成。
  - 12月1日 - テニスコート1面が完成。
- 1999年（平成11年）3月31日 - 道路拡張工事に伴う横断歩道橋架替。
- 2000年（平成12年）11月7日 - 国旗掲揚台ポールを改修。
- 2001年（平成13年）8月9日 - 保健室・カウンセラー室を改修。
- 2002年（平成14年）
  - 3月13日 - 校内LAN工事が完成。
  - 3月28日 - バリアフリー施設を改修。
  - 9月27日 - 正面玄関改修工事が完成。
  - 10月26日 - 創立50周年記念式典を挙行。 校史資料室を設置。
- 2009年（平成21年）3月 - 学校案内表示板を設置。
- 2011年（平成23年）
  - 長崎県立高等学校教育改革第6次実施計画の中で、大崎高等学校敷地内に西海市立の中学校を新設し、2013年（平成25年）4月より、連携型中高一貫教育を開始することが決定。[10]
- 2013年（平成25年）4月1日 - 西海市立大崎中学校[1]を新設し、中高一貫教育を開始。
- 2022年（令和4年）4月1日 - 新設される西海市立大崎小学校[11]および西海市立大崎中学校との間で、連携型小中高一貫教育を開始[12]。

## 学校行事
1学期
- 4月 - 入学式、歓迎遠足
- 5月 - 中間考査
- 6月 - 高総体壮行式、企業見学 12 月
- 7月 - 期末考査、特別講義、職場体験（2年）
- 8月 - 進学補習（全学年）・就職補習（3年）

2学期
- 9月 - 体育大会（体育祭）
- 10月 - 中間考査
- 11月 - 文化祭、マラソン大会、期末考査（2年）
- 12月 - 期末考査（1･3年）、修学旅行（2年）

3学期
- 1月 - 百人一首大会（1年）、学年末考査（3 年）
- 2月 - 進路シンポジウム、学年末考査（1･2年）
- 3月 - 卒業式、進路関係講座（1・2年）

その他
- 地元幼小中学校との連携事業やふるさと料理教室や職場体験など、地域の交流も行っている。

## 部活動
運動部
- 陸上競技部
- ソフトテニス部（男女）
- バレーボール部（女子）
- バスケットボール部（女子）
- サッカー部
- 野球部 - 2020年秋季九州大会優勝[13]、2021年春（第93回）出場[14]（初戦敗退 対 福岡大大濠 1-2)
- 弓道部（男女）

文化部
- 吹奏楽部
- 報道部
- JRC（青少年赤十字）
- 美術部

## 著名な出身者
- 秋山浩志（NHKアナウンサー）
- 島袋信介（サッカー選手）
- 鳥海連志（車いすバスケットボール選手）

## アクセス
- 長崎県道15号崎戸大島線沿い、大島南西端、中戸大橋の近くにある。
  - （大島）長崎県道194号黒瀬馬込港線-（寺島大橋）-（大島大橋）- 長崎県道52号大島太田和線 - 国道202号線（西彼杵半島）と接続している。
    - 大島大橋[15]と寺島大橋によって西彼杵半島と結ばれている。
    - 中戸大橋によって崎戸地区ともつながっている。

  - 最寄りのバス停 さいかい交通「大崎高」バス停[16]

## 周辺
- 中戸大橋